# Bíborlila pókhálósgomba
A bíborlila pókhálósgomba (Cortinarius purpurascens) a pókhálósgombafélék családjába tartozó, Európa és Észak-Amerika erdeiben honos, ehető gombafaj.

## Megjelenése
A bíborlila pókhálósgomba kalapja 4-8 (12) cm átmérőjű; alakja kezdetben domború, majd szinte teljesen laposra kiterül és széle hullámossá válik. Felszíne nyálkás, sötéten foltos vagy benőtten szálas. Színe 
szürkés- vagy vörösbarna; fiatalon a szélén, vagy akár egész felületén ibolyás árnyalatú. Húsa ibolyás színű, sérülésre fokozatosan bíborlila árnyalatot vesz fel. Lugol oldat hatására borvörös lesz. Íze nem jellegzetes, szaga enyhe, kellemes.  
Tönkhöz növő vagy kis foggal felkanyarodó lemezei fiatalon barnás-ibolyásak, idővel egyre barnulnak, míg a soórák érésével rozsdabarnák nem lesznek. Nyomásra, sérülésre bíborlilán foltosodnak.
Spórapora rozsdabarna. Spórái nagyjából ellipszis alakúak, felületük határozottan szemölcsös, méretük 8-9 x 5-6 um. 
Tönkje 5–12 cm magas és 1,5-2,5 cm vastag. Tövénél többé-kevésbé peremesen gumós. Színe lilás, az idős gomba esetében a ráhulló spóráktól rozsdabarnás. A fiatal gombán a lemezeket védő, pókhálószerű, halványibolyás színű vélum található.

### Hasonló fajok
Több lilás pókhálósgombafajjal is összetéveszthető (pl. lilafoltos pókhálósgomba (C. subpurpurascens)). Azonosításánál feltétlenül gondolni kell az erősen toxikus mérges pókhálósgombához való hasonlóságára.

## Elterjedése és termőhelye
Európában és Észak-Amerikában honos. Magyarországon viszonylag gyakori.
Savanyú talajú lomb- és fenyőerdőben él, inkább tölgy és bükk alatt. Szeptembertől novemberig terem.
Ehető, de mivel könnyen össze lehet téveszteni ritka vagy mérgező rokonaival, gyűjtése nem ajánlott.   

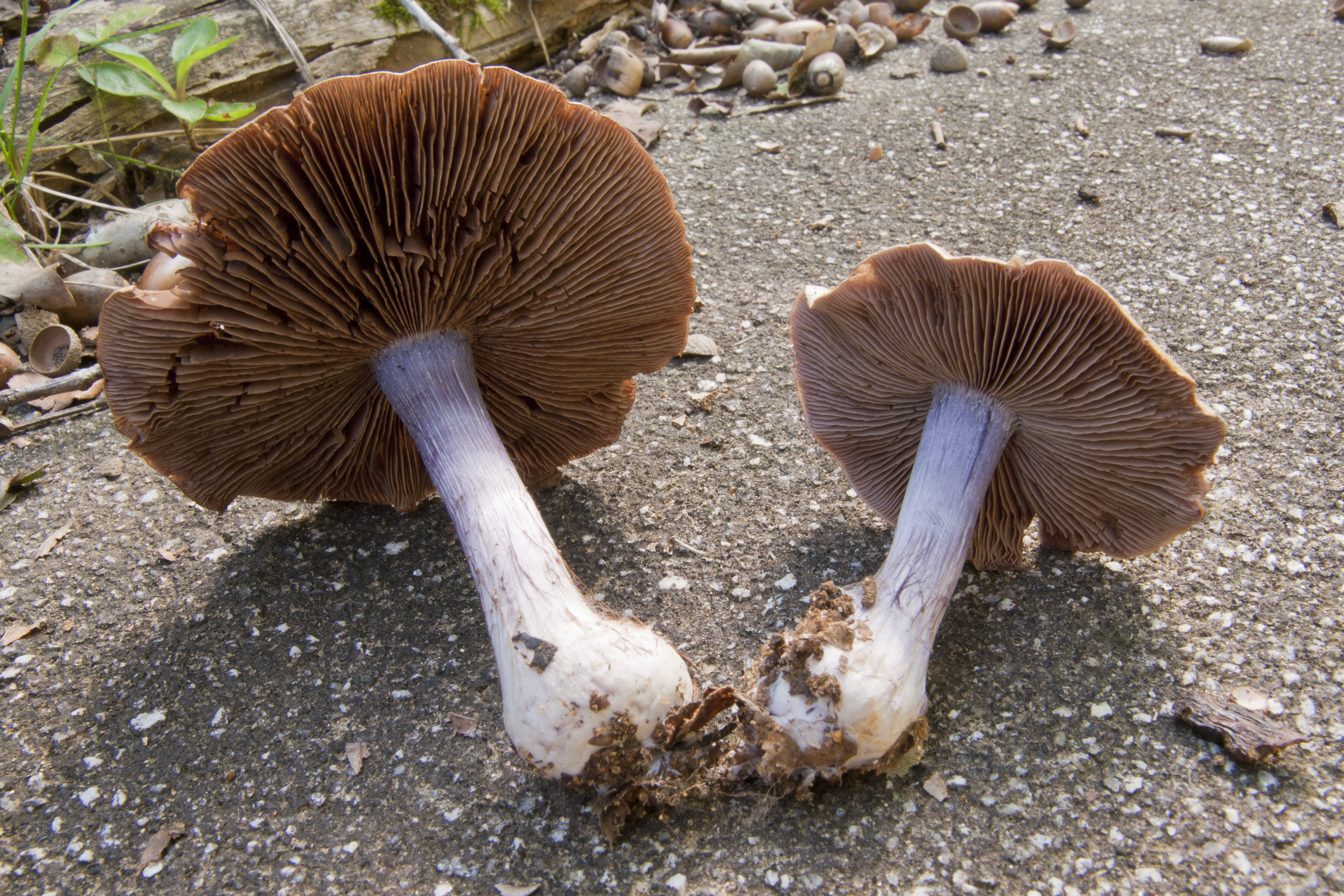
Bíborlila pókhálósgomba
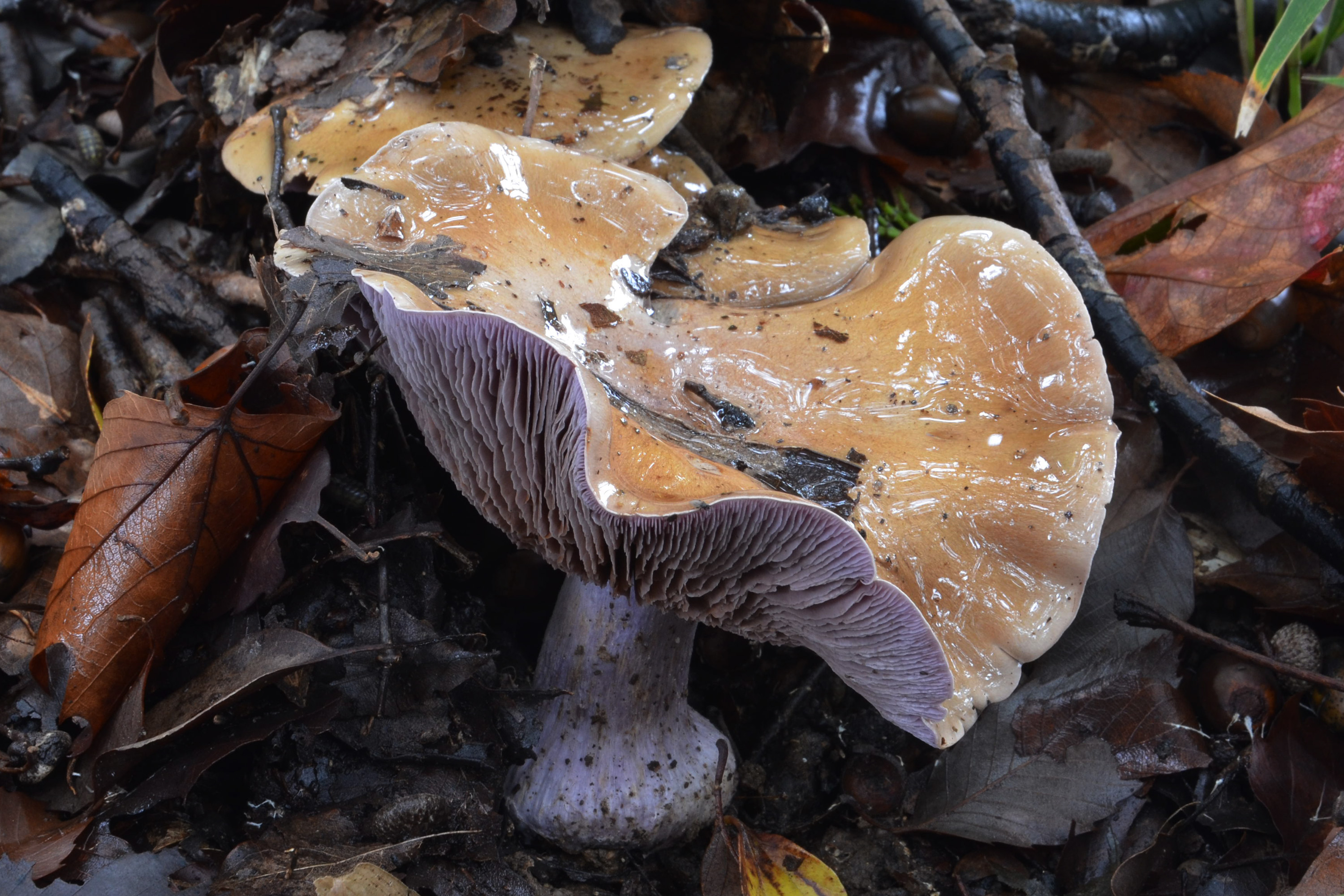
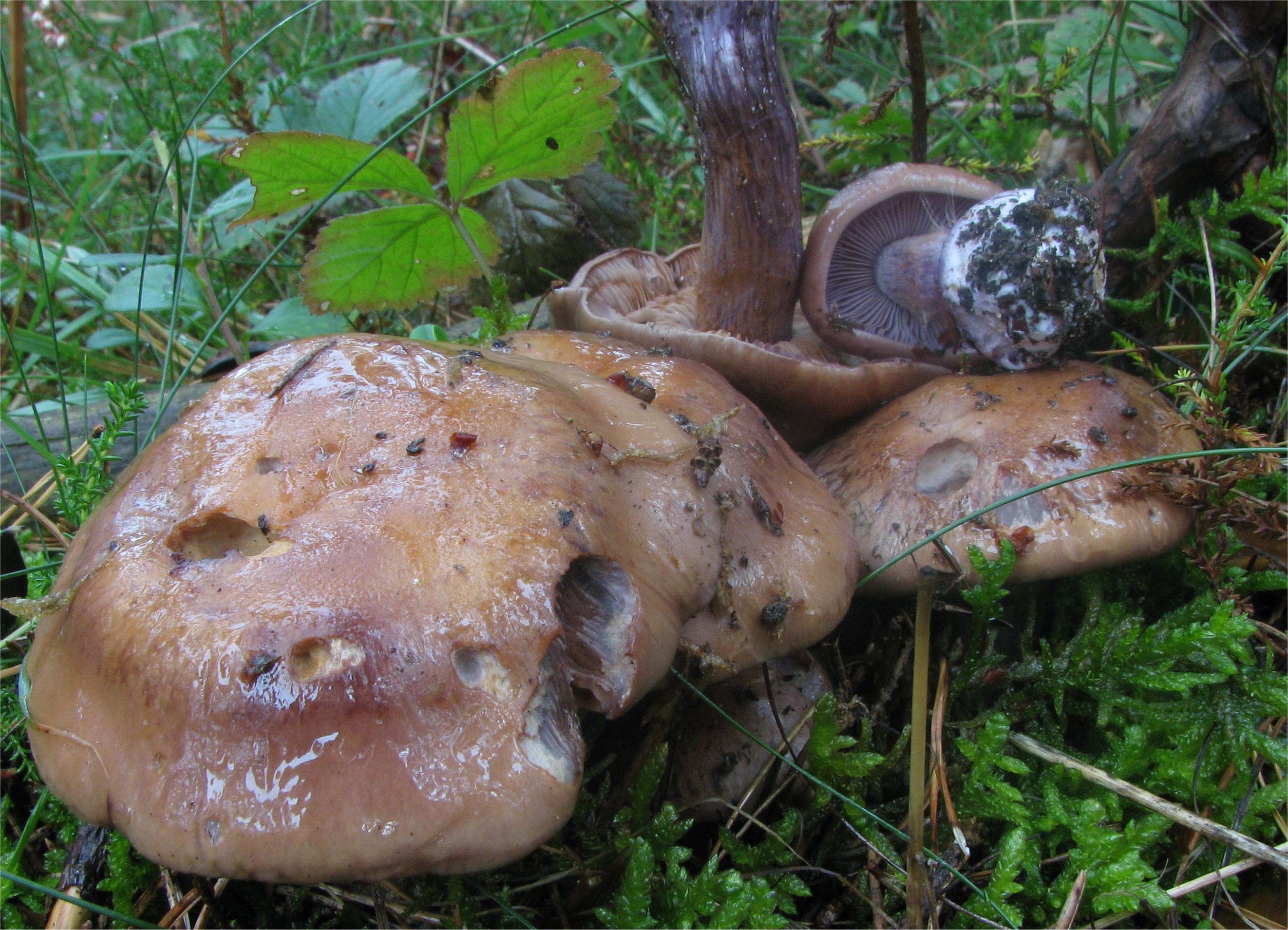
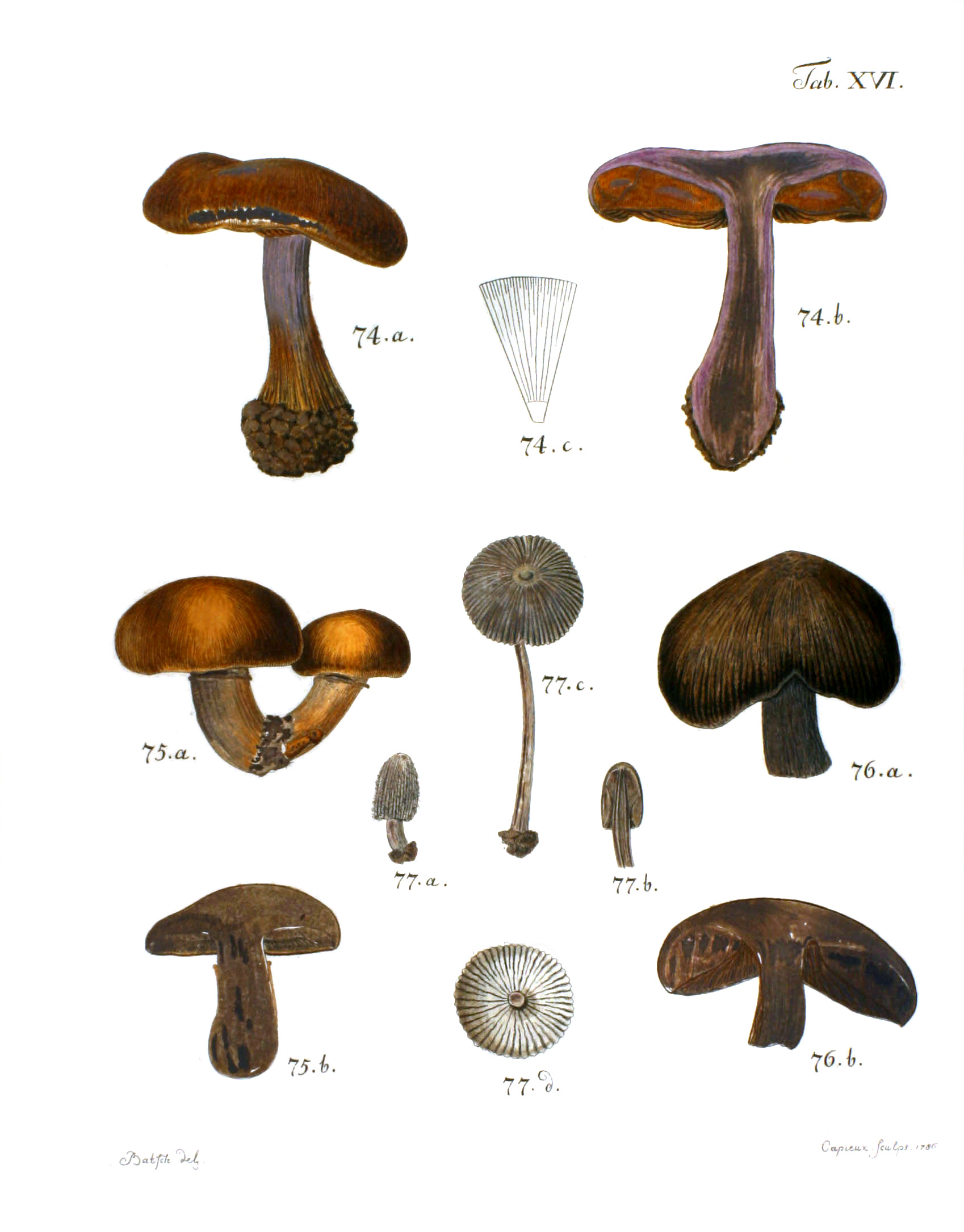
Ábrázolása (74 a-b) 1786-ból